# Værløse

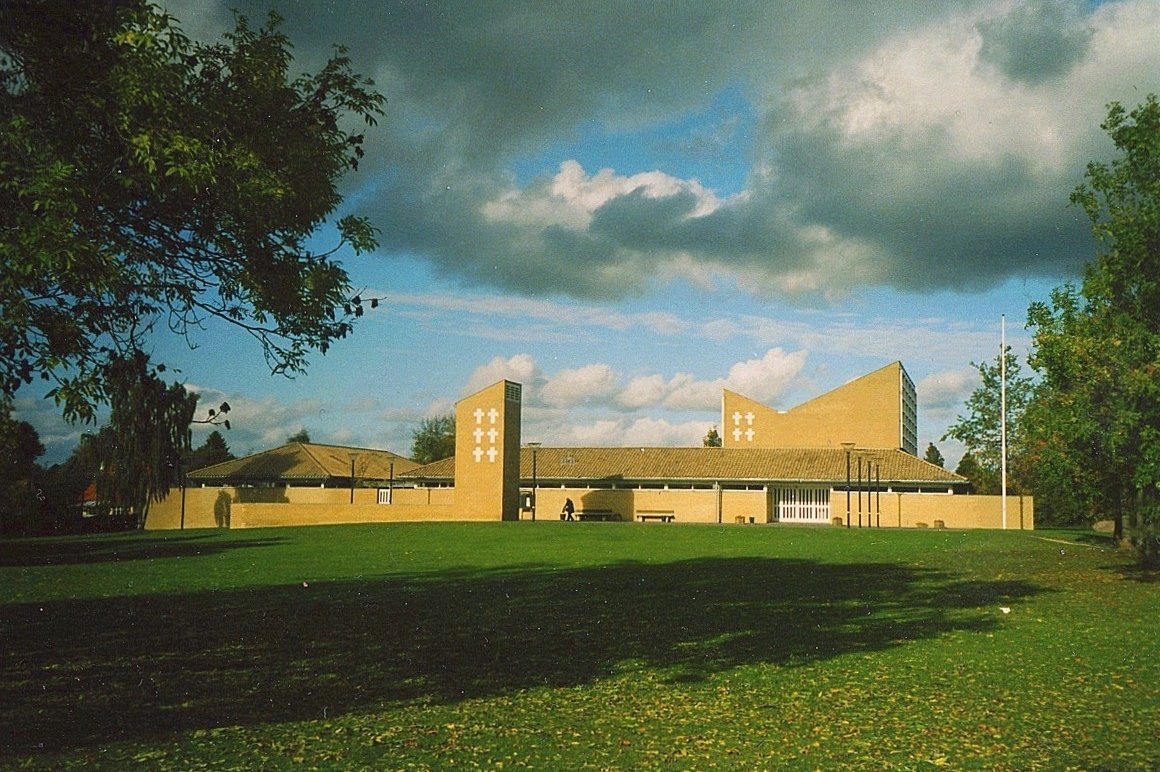
kościół w Værløse

Værløse – miasto w Danii, siedziba gminy Furesø. Około 12 485 mieszkańców. Ośrodek przemysłowy.
W latach 1970–2007 miasto było siedzibą ówczesnej gminy Værløse.